# Deutsches Rheuma-Forschungszentrum
Das Deutsche Rheuma-Forschungszentrum Berlin (DRFZ), ein Institut der Leibniz-Gemeinschaft, wurde 1988 als Stiftung Bürgerlichen Rechts vom Land Berlin und der Immanuel-Krankenhaus GmbH gegründet. Seinem satzungsgemäßen Auftrag folgend, widmet es sich der interdisziplinären Erforschung der Ursachen und Epidemiologie rheumatischer Erkrankungen mit dem Ziel, Beiträge zur Entwicklung wirksamer Therapieansätze zu leisten und die Patientenversorgung zu verbessern. Mit epidemiologischen Methoden werden Risikofaktoren und Prädiktoren des Verlaufs entzündlich-rheumatischer Erkrankungen identifiziert, die Sicherheit und Wirksamkeit neuer Therapien unter Alltagsbedingungen bewertet und Versorgungsdefizite aufgedeckt. Die experimentelle, biomedizinische Forschung identifiziert die Zellen, die rheumatische Erkrankungen auslösen und antreiben, und die zugrunde liegenden molekularen Mechanismen. Darüber hinaus betreibt das DRFZ Aus- und Weiterbildung auf diesen Gebieten. Im Rahmen der Forschung werden am DRFZ hochmoderne Technologien genutzt und weiterentwickelt, unter anderem in der Durchflusszytometrie und der Intravitalmikroskopie.
Das Institut zählt zu den international führenden Instituten auf dem Gebiet der Immunologie, experimentellen Rheumatologie und Rheuma-Epidemiologie. Es ist seit 2009 ein Institut der Leibniz-Gemeinschaft.
Das Institut gliedert sich in drei Programmbereiche: 1) Pathophysiologie rheumatischer Entzündungen, 2) Epidemiologie und Versorgungsforschung und 3) (seit 2015) Regenerative Rheumatologie.
Es wurde zuletzt im Jahr 2018 durch die Leibniz-Gemeinschaft evaluiert.
Die Einnahmen des Instituts betrugen im Jahr 2017 16,1 Millionen Euro. Davon waren 9,6 Millionen (60 %) grundfinanziert durch Bund und Länder und 6,5 Millionen Euro (40 %) Drittmittel.
Die hauptsächlichen Drittmittelgeber waren die Industrie mit 1,6 Millionen Euro, Bund und Länder mit 1,6 Millionen, die Deutsche Forschungsgemeinschaft mit 1,3 Millionen und Stiftungen mit 1,2 Millionen Euro.
Der Anteil der Drittmittel am Budget ist in den Programmbereichen unterschiedlich. Er betrug im Jahr 2017 z. B. im Programmbereich Epidemiologie und Versorgungsforschung 71,4 % (3 Millionen Euro).
Ein Eckpfeiler des DRFZ ist die enge Zusammenarbeit mit der Charité-Universitätsmedizin Berlin.
Das DRFZ wurde von 1996 bis 2023 von Andreas Radbruch geleitet, stellvertretende wissenschaftliche Direktorin war von 1996 bis 2020 die Epidemiologin Angela Zink. Seit 1. Mai 2023 ist Eicke Latz wissenschaftlicher Direktor.